# Oudenaarde (huyện)

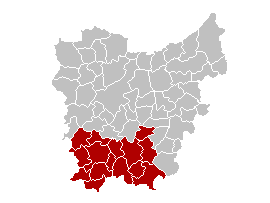
Vị trí của huyện tư pháp ở Đông Flanders

Huyện Oudenaarde (tiếng Hà Lan: Arrondissement Oudenaarde; tiếng Pháp: Arrondissement d'Audenarde) là một trong 6 huyện hành chính ở tỉnh Đông Flanders,  Bỉ. Huyện này vừa là huyện hành chính và huyện tư pháp. Tuy nhiên,  huyện tư pháp Oudenaarde cũng bao gồm các đô thị Geraardsbergen,  Herzele,  Sint-Lievens-Houtem và Zottegem ở huyện Aalst.

## Các đô thị
Huyện hành chính Oudenaarde bao gồm các đô thị sau:
| - Brakel - Horebeke - Kluisbergen - Kruishoutem - Lierde - Maarkedal | - Oudenaarde - Ronse - Wortegem-Petegem - Zingem - Zwalm |